# 쓰루베오토시

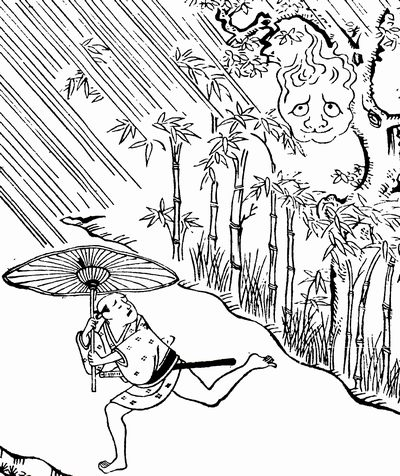

쓰루베오토시(일본어: 釣瓶落とし, 츠루베오토시, Tsurube-Otoshi)는 교토 부, 시가현, 기후현, 아이치현, 와카야마현 등에 전해지는 요괴이다. 나무 위에서 떨어져 인간을 덮치거나 인간을 먹는다.